# Лекухона (Сухумский район)
Лекухона или Алакумхара (абх. Алакумхара, груз. ლეკუხონა) — село в Абхазии, в Сухумском районе частично признанной Республики Абхазия, согласно административному делению Грузии — в Сухумском муниципалитете Абхазской Автономной Республики. Расположено в 10 км к северо-востоку от столицы Сухума, у правого берега реки Кяласур (Келасури).

## Население
| Численность населения |
| 2011                  |
| --------------------- |
| 514                   |